# 142. komunikacijska brigada (ZDA)
142. komunikacijska brigada (izvirno angleško 142nd Signal Brigade) je bila komunikacijska brigada Kopenske vojske Združenih držav Amerike.